# Liste der Werke von Adolf Loos
Die Liste der Werke von Adolf Loos listet alle Werke des österreichischen Architekten und Designers auf. Ihr liegt das Werkverzeichnis von Adolf Opel in der Monografie von Ludwig Münz Adolf Loos. Mit Verzeichnis der Werke und Schriften zugrunde.

## Bauwerke und Denkmäler

### Verwirklichte Bauten
| Foto  |                 | Baujahr   | Name | Standort                                                                   | Beschreibung | Metadaten                                                                            | Opel 1989 |
| ----- | --------------- | --------- | --- | -------------------------------------------------------------------------- | --- | ------------------------------------------------------------------------------------ | --------- |
| ja    | Datei hochladen | 1897      | Einrichtung Schneidersalon Ebenstein HERIS-ID: 26625 Objekt-ID: 23112                                           | Wien 1, Kohlmarkt 5 Standort                                               | verändert Anmerkung: verändert 2001 | P84(Architekt): P131(Ort):Innere Stadt Region-ISO:AT-9                               | 3         |
|       | Datei hochladen | 1898      | Herrenmodengeschäft Goldman & Salatsch                                                                          | Wien 1, Graben 20                                                          | zerstört | P84(Architekt): P131(Ort):                                                           | 6         |
| ja    | Datei hochladen | 1899      | Einrichtung des Café Museum                                                                                     | Wien 1, Operngasse 7 / Friedrichstraße 6 Standort                          | 1930–1931 umgebaut, Raumgliederung erhalten. Unter Denkmalschutz | P84(Architekt):Adolf Loos P131(Ort):Innere Stadt Region-ISO:AT-9                     | 12        |
| BW    | Datei hochladen | 1899      | Wohnung Eugen Stößler                                                                                           | Wien 1, Landesgerichtsstraße 18 Standort                                   | | P84(Architekt): P131(Ort):                                                           | 13        |
|       | Datei hochladen | 1899      | Wohnung Hugo Haberfeld                                                                                          | Wien 9, Alser Straße 53                                                    | zerstört | P84(Architekt): P131(Ort):                                                           | 14        |
| ja    | Datei hochladen | 1900      | Wohnhaus Markerer · Wikidata                                                                                    | Brünn-Tivoli, Jiraskova 26 Standort                                        | Anmerkung: Doppeleintrag. Bei Opel 166 mit Baujahr 1910 angegeben. | P84(Architekt):Adolf Loos P131(Ort):Brünn Region-ISO:CZ-64                           | 20        |
|       | Datei hochladen | 1900      | Räume des Wiener Frauen-Clubs                                                                                   | Wien 1, Alter Trattnerhof                                                  | zerstört | P84(Architekt): P131(Ort):                                                           | 21        |
| ja    | Datei hochladen | 1900      | Wohnung Gustav Turnowsky                                                                                        | Wien 4, Wohllebengasse 19                                                  | zerstört beschädigt, Möbel im Museum für angewandte Kunst | P84(Architekt): P131(Ort):                                                           | 24        |
|       | Datei hochladen | 1900      | Wohnung Otto Stoessl                                                                                            | Wien 13, Auhofstraße 235                                                   | zerstört Anmerkung: Laut Quelle erhalten. An der Adresse steht ein Neubau. | P84(Architekt): P131(Ort):                                                           | 25        |
|       | Datei hochladen | 1900      | Wohnung Hugo Steiner                                                                                            | Wien 6, Gumpendorferstraße 22                                              | zerstört | P84(Architekt): P131(Ort):                                                           | 26        |
| BW    | Datei hochladen | 1900      | Wohnung Theodor Auspitz                                                                                         | Wien 1, Schwarzenbergstraße 1–3 Standort                                   | | P84(Architekt): P131(Ort):                                                           | 27        |
|       | Datei hochladen | 1901      | Allgemeine Verkehrsbank                                                                                         | Wien 1, Stock im Eisen Platz 3                                             | zerstört | P84(Architekt): P131(Ort):                                                           | 28        |
|       | Datei hochladen | 1901      | Wohnung Josefine Brandeis                                                                                       | Wien 1, Stubenbastei                                                       | zerstört | P84(Architekt): P131(Ort):                                                           | 29        |
| ja    | Datei hochladen | 1903      | Wohnung Adolf Loos                                                                                              |                                                                            | Mobilie Zimmer der ehemaligen Wohnung Adolf Loos’ Wien 1, Bösendorferstraße 3 im Wien Museum | P84(Architekt): P131(Ort):                                                           | 31        |
|       | Datei hochladen | 1903      | Wohnung Dr. Leopold Langer                                                                                      | Wien 1, Opernring 13                                                       | zerstört | P84(Architekt): P131(Ort):                                                           | 32        |
|       | Datei hochladen | 1903      | Wechselstube Leopold Langer                                                                                     | Wien 1, Kärntnerring 1                                                     | zerstört | P84(Architekt): P131(Ort):                                                           | 33        |
|       | Datei hochladen | 1903      | Wohnung Jakob Langer                                                                                            | Wohnung Jakob Langer                                                       | zerstört | P84(Architekt): P131(Ort):                                                           | 34        |
|       | Datei hochladen | 1903      | Wohnung Clothilde Brill                                                                                         | Wohnung Clothilde Brill                                                    | zerstört | P84(Architekt): P131(Ort):                                                           | 35        |
|       | Datei hochladen | 1903      | Sommerwohnung Dr. Leopold Langer                                                                                | Essling (Wien)                                                             | zerstört | P84(Architekt): P131(Ort):                                                           | 36        |
|       | Datei hochladen | 1903      | Wohnung Michael Leiss                                                                                           | Wien 13, Beckgasse 16                                                      | zerstört | P84(Architekt): P131(Ort):                                                           | 37        |
|       | Datei hochladen | 1903      | Wohnung Ferdinand Rainer                                                                                        | Wien 4, Schwindgasse 13                                                    | zerstört | P84(Architekt): P131(Ort):                                                           | 38        |
| ja    | Datei hochladen | 1903      | Wohnung Elisabeth Reitler                                                                                       | Wien 1, Walfischgasse 7 Standort                                           | zerstört | P84(Architekt):Adolf Loos P131(Ort):Wien Region-ISO:AT-9                             | 39        |
|       | Datei hochladen | 1903      | Wohnung Dr. Gustav Rosenberg                                                                                    | Wien 1, Schottenbastei 11                                                  | zerstört | P84(Architekt): P131(Ort):                                                           | 40        |
| ja    | Datei hochladen | 1904–1906 | Umbau Villa Karma · Wikidata                                                                                    | Clarens bei Montreux, Schweiz Standort                                     | Anmerkung: siehe auch Liste der Kulturgüter in Montreux | P84(Architekt):Kieran McKeever P131(Ort):Montreux Region-ISO:CH-VD                   | 43        |
|       | Datei hochladen | 1904      | Villa Chance | Standort                                                                   | verändert Hausmeisterhaus der Villa Karma. Entwurf 1904. Fertiggestellt 1906. | P84(Architekt): P131(Ort):                                                           | 44        |
|       | Datei hochladen | 1904      | Allgemeine Verkehrsbank, Filiale Neubau (Lokal)                                                                 | Wien 7, Mariahilfer Straße 122                                             | zerstört | P84(Architekt): P131(Ort):                                                           | 45        |
|       | Datei hochladen | 1904      | Schmuckfederngeschäft Steiner                                                                                   | Wien 7, Mariahilfer Straße 56                                              | zerstört | P84(Architekt): P131(Ort):                                                           | 47        |
|       | Datei hochladen | 1904      | Haus Julia Pech                                                                                                 | Nový Jičín                                                                 | zerstört | P84(Architekt): P131(Ort):                                                           | 48        |
|       | Datei hochladen | 1904      | Wohnung Elsa Gall                                                                                               | Wien 6, Gumpendorferstraße 21                                              | zerstört | P84(Architekt): P131(Ort):                                                           | 49        |
|       | Datei hochladen | 1904      | Wohnung Wagner-Wünscher                                                                                         | Wien 4, Schleifmühlgasse                                                   | zerstört | P84(Architekt): P131(Ort):                                                           | 50        |
|       | Datei hochladen | 1904      | Wohnung Georg und Else Weiss                                                                                    | Wien 1, Falkestraße 6                                                      | zerstört | P84(Architekt): P131(Ort):                                                           | 51        |
|       | Datei hochladen | 1904      | Wohnung Alfred Sobotka                                                                                          | Wien 1, Elisabethstraße 15                                                 | zerstört | P84(Architekt): P131(Ort):                                                           | 52        |
|       | Datei hochladen | 1904      | Wohnung Dr. Karl Gombrich                                                                                       | Wien 1, Strauchgasse 1                                                     | zerstört | P84(Architekt): P131(Ort):                                                           | 53        |
|       | Datei hochladen | 1904      | Wohnung Moritz Fuchs                                                                                            | Wien                                                                       | zerstört | P84(Architekt): P131(Ort):                                                           | 54        |
|       | Datei hochladen | 1904      | Wohnung Emanuel und Berta Aufricht                                                                              | Wien 1, Naglergasse 1                                                      | zerstört | P84(Architekt): P131(Ort):                                                           | 55        |
|       | Datei hochladen | 1905      | Wohnung Hedwig Kanner                                                                                           | Wien 2, Untere Augartenstraße 36                                           | zerstört | P84(Architekt): P131(Ort):                                                           | 58        |
|       | Datei hochladen | 1905      | Wohnung Alfred Kraus                                                                                            | Wien 3, Mohsgasse 2                                                        | zerstört | P84(Architekt): P131(Ort):                                                           | 59        |
|       | Datei hochladen | 1905      | Wohnung Dr. Hermann Schwarzwald                                                                                 | Wien 8, Josefstädterstraße 68                                              | zerstört | P84(Architekt): P131(Ort):                                                           | 60        |
|       | Datei hochladen | 1905      | Wohnung Carl Reininghaus                                                                                        | Wien 4, Brahmsplatz 4                                                      | zerstört | P84(Architekt): P131(Ort):                                                           | 61        |
|       | Datei hochladen | 1905      | Wohnung Dr. Ludwig Schweiger                                                                                    | Wien 9, Alser Straße 22                                                    | zerstört | P84(Architekt): P131(Ort):                                                           | 62        |
|       | Datei hochladen | 1905      | Wohnung Josef Wertheimer                                                                                        | Wien 1, Marc Aurel Straße 8                                                | zerstört | P84(Architekt): P131(Ort):                                                           | 63        |
|       | Datei hochladen | 1906      | Ausstellungspavillon der Fa. Siemens & Halske · Wikidata                                                        | Liberec Standort                                                           | zerstört | P84(Architekt):Adolf Loos P131(Ort):Liberec Region-ISO:CZ                            | 64        |
|       | Datei hochladen | 1906      | Schmuckfederngeschäft Sigmund Steiner                                                                           | Wien 1, Kärntner Straße 33 Standort                                        | zerstört | P84(Architekt): P131(Ort):                                                           | 66        |
|       | Datei hochladen | 1906      | Büro Arthur Friedmann                                                                                           |                                                                            | zerstört | P84(Architekt): P131(Ort):                                                           | 67        |
|       | Datei hochladen | 1906      | Wohnung Arthur Friedmann                                                                                        |                                                                            | zerstört | P84(Architekt): P131(Ort):                                                           | 68        |
|       | Datei hochladen | 1906      | Wohnung Dr. Rudolf Türkei                                                                                       | Wien 8, Wickenburggasse 24                                                 | zerstört | P84(Architekt): P131(Ort):                                                           | 69        |
|       | Datei hochladen | 1906      | Wohnung Emmy Piringer                                                                                           | Wien 1, Nibelungengasse 13                                                 | zerstört | P84(Architekt): P131(Ort):                                                           | 70        |
|       | Datei hochladen | 1906      | Wohnung Dr. V. Groser                                                                                           | Wien 8, Josefstädterstraße 73                                              | zerstört | P84(Architekt): P131(Ort):                                                           | 71        |
|       | Datei hochladen | 1907      | Entree und Stiegenhaus                                                                                          | Wien 1, Nibelungengasse 13                                                 | zerstört | P84(Architekt): P131(Ort):                                                           | 74        |
|       | Datei hochladen | 1907      | Wohnung Paul Khuner                                                                                             | Wien 4, Möllwaldplatz 4                                                    | zerstört | P84(Architekt): P131(Ort):                                                           | 75        |
|       | Datei hochladen | 1907      | Wohnung Rudolf Kraus                                                                                            | Wien 1, Nibelungengasse 13                                                 | zerstört | P84(Architekt): P131(Ort):                                                           | 76        |
| BW    | Datei hochladen | 1907      | Wohnung Wilhelm Hirsch                                                                                          | Plzeň, Plachého 812/6 Standort                                             | Anmerkung: Mit Karel Lhota | P84(Architekt): P131(Ort):                                                           | 77        |
| ja    | Datei hochladen | 1907–1908 | Kärntner Bar / American Bar HERIS-ID: 30779 Objekt-ID: 27545                                                    | Wien 1, Kärntner Straße 10 / Kärntner Durchgang Standort                   | → Hauptartikel : American Bar f1 | P84(Architekt):Adolf Loos P131(Ort):Innere Stadt Region-ISO:AT-9                     | 78        |
|       | Datei hochladen | 1908      | Wohnung Lina Loos                                                                                               | Wien 19, Sieveringer Straße 107                                            | zerstört Anmerkung: beschädigt, Mobiliar erhalten | P84(Architekt): P131(Ort):                                                           | 79        |
|       | Datei hochladen | 1908      | Wohnung Otto Beck                                                                                               | Plzeň, náměstí Míru 1076/2 Standort                                        | zerstört | P84(Architekt): P131(Ort):                                                           | 80        |
|       | Datei hochladen | 1908      | Wohnung R. Fischl                                                                                               | Smíchov (Prag), übersiedelt nach: Wien 7, Mariahilfer Straße 97            | zerstört | P84(Architekt): P131(Ort):                                                           | 81        |
|       | Datei hochladen | 1908      | Wohnung Arthur Friedmann                                                                                        | Šternberk                                                                  | zerstört | P84(Architekt): P131(Ort):                                                           | 82        |
|       | Datei hochladen | 1908      | Gartenhaus Arthur Friedmann                                                                                     | Šternberk                                                                  | zerstört | P84(Architekt): P131(Ort):                                                           | 83        |
| ja    | Datei hochladen | 1910–1911 | Wohn- u.Geschäftshaus Goldman & Salatsch, Looshaus HERIS-ID: 33144 Objekt-ID: 30462                             | Wien 1, Michaelerplatz 3 Standort                                          | → Hauptartikel : Looshaus f1 | P84(Architekt):Adolf Loos, Ernst Epstein P131(Ort):Innere Stadt Region-ISO:AT-9      | 84        |
|       | Datei hochladen | 1909      | Wohnung Neumann                                                                                                 | Wien 3, Dapontegasse 9                                                     | verändert | P84(Architekt): P131(Ort):                                                           | 92        |
| ja    | Datei hochladen | 1910      | Haus Steiner HERIS-ID: 48294 Objekt-ID: 51744                                                                   | Wien 13, St.Veitgasse 10 Standort                                          | → Hauptartikel : Haus Steiner f1 | P84(Architekt):Adolf Loos P131(Ort):Wien Region-ISO:AT-9                             | 93        |
| BW    | Datei hochladen | 1910      | Haus Ernst Epstein                                                                                              | Wien 19, Hardtgasse 25 Standort                                            | Anmerkung: Stiegenhaus und Entree | P84(Architekt): P131(Ort):                                                           | 94        |
| BW    | Datei hochladen | 1910–1911 | Umbau Haus Leopold Goldmann, Blaashof                                                                           | Wien 19, Hardtgasse 27–29 Standort                                         | Anmerkung: Wohnhaus von Leopold Goldman, dessen Wohnung von Adolf Loos eingerichtet wurde. Das Gebäude wurde von Ernst Epstein entworfen. Opelverzeichnis 95 für das Haus, 104 für die Wohnung.       | P84(Architekt): P131(Ort):                                                           | 95        |
| ja    | Datei hochladen | 1910      | Wohnung Armin Horovitz HERIS-ID: 41017 Objekt-ID: 41339                                                         | Wien 9, Frankgasse 1 Standort                                              | zerstört | P84(Architekt): P131(Ort):Alsergrund Region-ISO:AT-9                                 | 98        |
|       | Datei hochladen | 1910      | Wohnung Dr. Arthur Beer                                                                                         | Gutenstein (Niederösterreich)                                              | zerstört | P84(Architekt): P131(Ort):                                                           | 99        |
|       | Datei hochladen | 1910      | Wohnung Samek                                                                                                   | Krnov                                                                      | zerstört | P84(Architekt): P131(Ort):                                                           | 100       |
| ja    | Datei hochladen | 1911–1912 | Haus Stössl HERIS-ID: 41144 Objekt-ID: 41588                                                                    | Wien 13, Matrasgasse 20 Standort                                           | Haus für Otto Stoessl | P84(Architekt): P131(Ort):Ober Sankt Veit Region-ISO:AT-9                            | 101       |
| ja    | Datei hochladen | 1911      | Parfumerie im Haus auf dem Michaelerplatz HERIS-ID: 33144 Objekt-ID: 30462                                      | Michaelerplatz 3 Standort                                                  | zerstört | P84(Architekt):Adolf Loos, Ernst Epstein P131(Ort):Innere Stadt Region-ISO:AT-9      | 103       |
|       | Datei hochladen | 1911      | Wohnung Leopold Goldman                                                                                         | Wien 19, Hardtgasse 27–29                                                  | verändert Anmerkung: nur das Entrée ist teilweise erhalten | P84(Architekt): P131(Ort):                                                           | 104       |
| ja    | Datei hochladen | 1912–1913 | Haus Scheu HERIS-ID: 41140 Objekt-ID: 41584                                                                     | Wien 13, Larochegasse 3 Standort                                           | | P84(Architekt):Adolf Loos P131(Ort):Wien Region-ISO:AT-9                             | 106       |
| ja    | Datei hochladen | 1912–1913 | Haus Horner HERIS-ID: 41145 Objekt-ID: 41589                                                                    | Wien 13, Nothartgasse 7 Standort                                           | | P84(Architekt): P131(Ort):Lainz Region-ISO:AT-9                                      | 107       |
| ja    | Datei hochladen | 1912      | Portal Buchhandlung Manz HERIS-ID: 31684 Objekt-ID: 28664                                                       | Wien 1, Kohlmarkt 16 Standort                                              | | P84(Architekt): P131(Ort):Innere Stadt Region-ISO:AT-9                               | 108       |
| BW    | Datei hochladen | 1912      | Wohnung Valentin und Eva Rosenfeld                                                                              | Wien 13, Wattmanngasse 11 Standort                                         | Die Wohnung wurde schon 1912 entworfen, aber erst 1917 in das Haus Wattmanngasse 11 transferiert, dabei wurde auch das Haus von Loos umgebaut.                                                        | P84(Architekt): P131(Ort):                                                           | 113       |
| ja    | Datei hochladen | 1909–1913 | Herrenmodengeschäft Knize und Einrichtung                                                                       | Wien 1, Graben 13 Standort                                                 | | P84(Architekt): P131(Ort):                                                           | 115       |
| ja    | Datei hochladen | 1913      | Café Capua | Wien 1, Johannesgasse 3 Standort                                           | zerstört Anmerkung: Zerstört. Eingangstür erhalten. | P84(Architekt): P131(Ort):                                                           | 116       |
|       | Datei hochladen | 1913      | Anglo-Österreichische Bank                                                                                      | Wien 6, Mariahilfer Straße 13                                              | zerstört | P84(Architekt): P131(Ort):                                                           | 117       |
|       | Datei hochladen | 1913      | Wohnung Arnold Bellak                                                                                           | Wien 1, Kohlmessergasse 8                                                  | zerstört | P84(Architekt): P131(Ort):                                                           | 119       |
| ja BW | Datei hochladen | 1913      | Bridge Club, Wohnung Löwenbach HERIS-ID: 94386 Objekt-ID: 109540                                                | Wien 1, Schallautzerstraße 4 Standort                                      | | P84(Architekt):Jakob Wohlschläger P131(Ort):Innere Stadt Region-ISO:AT-9             | 120       |
|       | Datei hochladen | 1913      | Wohnung Paul Mayer                                                                                              | Wien 4, Prinz-Eugen-Straße 80                                              | zerstört | P84(Architekt): P131(Ort):                                                           | 121       |
|       | Datei hochladen | 1913      | Wohnung Dr. Robert Stein                                                                                        | Wien 3, Pfarrhofgasse 16                                                   | zerstört | P84(Architekt): P131(Ort):                                                           | 122       |
| ja    | Datei hochladen | 1913      | Wohnung Boskovits 1                                                                                             | Wien 1, Bartensteingasse 9 Standort                                        | Anmerkung: Museumsbetrieb | P84(Architekt): P131(Ort):                                                           | 123       |
| BW    | Datei hochladen | 1913      | Wohnung Prof. Dr. Josef Halban – Selma Kurz                                                                     | Wien 1, Löwelstraße 8 Standort                                             | Anmerkung: Speisezimmer und Salon erhalten | P84(Architekt): P131(Ort):                                                           | 124       |
| ja    | Datei hochladen | 1914      | Portal Anglo-österr. Bank                                                                                       | Wien 7, Mariahilfer Straße 70 Standort                                     | Anmerkung: teilweise verändert | P84(Architekt): P131(Ort):                                                           | 125       |
|       | Datei hochladen | 1914      | Schwarzwaldschule in Wien                                                                                       | Wien 1, Herrengasse 10                                                     | zerstört | P84(Architekt): P131(Ort):                                                           | 126       |
|       | Datei hochladen | 1914      | Wohnung und Schneideratelier Grethe Hentschel                                                                   | Wien 7, Schweighofergasse 7                                                | zerstört | P84(Architekt): P131(Ort):                                                           | 128       |
| ja    | Datei hochladen | 1915–1916 | Umbau Haus Duschnitz                                                                                            | Wien 18, Weimarerstraße 87 Standort                                        | Anmerkung: verändert | P84(Architekt): P131(Ort):                                                           | 129       |
|       | Datei hochladen | 1915      | Herrenmodengeschäft Kniže (Adam)                                                                                | Prag 1, Na přikopě 8                                                       | zerstört | P84(Architekt): P131(Ort):                                                           | 130       |
| ja    | Datei hochladen | 1916–1917 | Umbau und Erweiterung Haus Mandl                                                                                | Wien 19, Blaasstraße 8 Standort                                            | Anmerkung: 1982 weitgehend verändert | P84(Architekt): P131(Ort):                                                           | 131       |
|       | Datei hochladen | 1916      | Fabrikgebäude Rohrbacher Zuckerraffinerie                                                                       | Loosova 214, Hrušovany u Brna, Česko Česko                                 | verändert | P84(Architekt): P131(Ort):                                                           | 132       |
| ja    | Datei hochladen | 1918      | Villa des Direktors d. Rohrbacher Zuckerfabrik, Villa Viktor Bauer · Wikidata                                   | Loosova 214, Hrušovany u Brna, Česko Česko Standort                        | | P84(Architekt):Adolf Loos P131(Ort):Hrušovany u Brna Region-ISO:CZ-64                | 134       |
|       | Datei hochladen | 1917      | Schwarzwald'sche Gaststätte (Akazienhof)                                                                        | Wien 9, Thurngasse 4                                                       | zerstört | P84(Architekt): P131(Ort):                                                           | 135       |
|       | Datei hochladen | 1919      | Geschäftsportal Juwelierladen Spitz                                                                             | Wien 1, Kärntner Straße 39 Standort                                        | zerstört | P84(Architekt): P131(Ort):                                                           | 138       |
|       | Datei hochladen | 1918      | Speisesaal der Altbrünner Zuckerfabrik                                                                          |                                                                            | zerstört | P84(Architekt): P131(Ort):                                                           | 139       |
|       | Datei hochladen | 1918      | Ausstellungslokal der Künstlervereinigung „Bewegung“                                                            | Wien 1, Kärntner Straße 4                                                  | zerstört | P84(Architekt): P131(Ort):                                                           | 140       |
| ja    | Datei hochladen | 1918–1919 | Umbau und Erweiterung Haus Strasser HERIS-ID: 41138 Objekt-ID: 41582                                            | Wien 13, Kupelwiesergasse 28 Standort                                      | | P84(Architekt): P131(Ort):Hietzing Region-ISO:AT-9                                   | 145       |
| ja    | Datei hochladen | 1919      | Grabmal für Peter Altenberg                                                                                     |                                                                            | zerstört | P84(Architekt): P131(Ort):                                                           | 150       |
|       | Datei hochladen | 1920      | Generalarchitekturplan für Wien (gemeinsam mit Peter Behrens, Josef Hoffmann, Josef Frank und Oskar Strnad)     |                                                                            | zerstört | P84(Architekt): P131(Ort):                                                           | 151       |
|       | Datei hochladen | 1920      | Wohnung Fritz Wolff                                                                                             |                                                                            | zerstört | P84(Architekt): P131(Ort):                                                           | 154       |
| ja    | Datei hochladen | 1921      | Siedlung Friedensstadt                                                                                          | Wien 13, Hermesstraße 1–77, 85–99 Standort                                 | Anmerkung: stark verändert | P84(Architekt): P131(Ort):                                                           | 155       |
|       | Datei hochladen | 1921      | Siedlungshäuser Lainz                                                                                           |                                                                            | verändert | P84(Architekt): P131(Ort):                                                           | 156       |
| ja    | Datei hochladen | 1921–1924 | Siedlung „Wien-West“, Mustersiedlung Heuberg                                                                    | Wien 17, Röntgengasse 18–150, 17–99 Standort                               | 169 Wohneinheiten nach dem System Haus mit einer Mauer. Von den zukünftigen Bewohnern wurden 3000 Stunden Mitarbeit gefordert. Mit Hugo Mayer, Margarete Schütte Lihotzky. Anmerkung: stark verändert | P84(Architekt): P131(Ort):                                                           | 157       |
|       | Datei hochladen | 1921      | Verbauungsplan Hirschstetten (Kriegerheimkehrsiedlung)                                                          |                                                                            | verändert | P84(Architekt): P131(Ort):                                                           | 158       |
|       | Datei hochladen | 1921      | Siedlungshäuser Hirschstetten                                                                                   |                                                                            | zerstört | P84(Architekt): P131(Ort):                                                           | 159       |
|       | Datei hochladen | 1921      | Verbauungsplan Laaerberg                                                                                        |                                                                            | verändert | P84(Architekt): P131(Ort):                                                           | 162       |
| ja BW | Datei hochladen | 1921      | Haus Herold / Wohnhaus Markerer · Wikidata                                                                      | Heroldův dům in Brünn, Stadtteil Tivoli, Jiráskova 26 Standort             | Anmerkung: Der einzige realisierte Bau in seiner Geburtsstadt. Opel 166 bezieht sich auf den Gartenflügel Anbau 1921.                                                                                 | P84(Architekt):Adolf Loos P131(Ort):Brünn Region-ISO:CZ-64                           | 166       |
|       | Datei hochladen | 1921      | Gemeinschaftsküche Schwarzwald                                                                                  | Wien 13, Lainzer Siedlung                                                  | zerstört | P84(Architekt): P131(Ort):                                                           | 173       |
|       | Datei hochladen | 1921      | Delikatessenkiosk Peter Feiling                                                                                 | Wien 15, Mariahilfer Straße/Gürtel                                         | zerstört | P84(Architekt): P131(Ort):                                                           | 174       |
| ja    | Datei hochladen | 1921      | Grundsteinlegungsdenkmal der Siedlung Lainz HERIS-ID: 63061 Objekt-ID: 75669                                    | Friedenszeile Standort                                                     | zerstört | P84(Architekt): P131(Ort):Hietzing Region-ISO:AT-9                                   | 175       |
| ja    | Datei hochladen | 1922      | Haus Rufer HERIS-ID: 41146 Objekt-ID: 41590                                                                     | Wien 13, Schließmanngasse 11 Standort                                      | | P84(Architekt):Adolf Loos P131(Ort):Wien Region-ISO:AT-9                             | 176       |
| ja    | Datei hochladen | 1922      | Umbau Haus Reitler                                                                                              | Wien 13, Elßlergasse 9 Standort                                            | | P84(Architekt): P131(Ort):                                                           | 177       |
| ja    | Datei hochladen | 1922      | Geschäftsportal einer Bank HERIS-ID: 47831 Objekt-ID: 51149                                                     | Wien 8, Tulpengasse 2 / Friedrich Schmidt-Platz Standort                   | Anmerkung: Zuschreibung | P84(Architekt): P131(Ort):Josefstadt Region-ISO:AT-9                                 |           |
|       | Datei hochladen | 1922      | Siedlungshäuser Laerberg                                                                                        | Wien 10, Kronawettergasse                                                  | zerstört | P84(Architekt): P131(Ort):                                                           | 178       |
|       | Datei hochladen | 1922      | Wohnung Hugo Kallberg                                                                                           | Wien 9, Freiheitsplatz 10                                                  | zerstört | P84(Architekt): P131(Ort):                                                           | 185       |
| ja    | Datei hochladen | 1923      | Geschäftsportal Herrenmodengeschäft Leschka                                                                     | Wien 1, Spiegelgasse 13 Standort                                           | | P84(Architekt): P131(Ort):                                                           | 186       |
| ja    | Datei hochladen | 1923      | Geschäftshaus Erich Mandl                                                                                       | Wien 1, Stephansplatz/Rotenturmstraße                                      | zerstört | P84(Architekt): P131(Ort):                                                           | 187       |
| ja    | Datei hochladen | 1923      | Otto-Haas-Hof (Winarsky Hof), Trakt an der Durchfahrtstraße HERIS-ID: 41515 Objekt-ID: 42005 Wiener Wohnen: 227 | mit Karl Dirnhuber, Franz Schuster und Margarete Schütte-Lihotzky Standort | Anmerkung: Beteiligung Loos nicht völlig klar bzw. zweifelhaft | P84(Architekt): P131(Ort):Brigittenau Region-ISO:AT-9                                | 188       |
| BW    | Datei hochladen | 1923–1924 | Landhaus Spanner                                                                                                | Rotes Mäuerl 270, Gumpoldskirchen Standort                                 | Anmerkung: durch Umbau verändert, heute Weingut „Rotes Mäuerl“ | P84(Architekt): P131(Ort):                                                           | 200       |
|       | Datei hochladen | 1924      | Schneidersalon Kniže                                                                                            | Berlin NW 7, Neue Wilhelmstraße 9–11 Standort                              | zerstört | P84(Architekt): P131(Ort):                                                           | 201       |
| ja    | Datei hochladen | 1924      | Grundsteinlegungsdenkmal der Siedlung Laaerberg                                                                 | Wien 10, Laaer-Berg-Straße 173 Standort                                    | Anmerkung: Hinter der Bushaltestelle | P84(Architekt): P131(Ort):                                                           | 209       |
| ja    | Datei hochladen | 1925      | Umbau Schloß Dr. Victor Ritter von Bauer                                                                        | Brünn, Vystavišté 1 Standort                                               | verändert | P84(Architekt): P131(Ort):                                                           | 210       |
|       | Datei hochladen | 1925      | Einfamilienhäuser/Doppelhäuser                                                                                  | Brünn, Černa hora 244–245                                                  | zerstört | P84(Architekt): P131(Ort):                                                           | 211       |
| ja    | Datei hochladen | 1926      | Haus Tristan Tzara · Wikidata                                                                                   | Paris 18, Avenue Junot 15, F Standort                                      | | P84(Architekt):Adolf Loos P131(Ort):Quartier des Grandes-Carrières Region-ISO:FR-75C | 219       |
| BW    | Datei hochladen | 1927      | Herrensalon Knize                                                                                               | Paris, Avenue Champs-Elysees 146, F Standort                               | Anmerkung: verändert | P84(Architekt): P131(Ort):                                                           | 223       |
| ja    | Datei hochladen | 1928      | Haus Moller HERIS-ID: 41397 Objekt-ID: 41880                                                                    | Wien 18, Starkfriedgasse 19 Standort                                       | | P84(Architekt):Adolf Loos P131(Ort):Wien Region-ISO:AT-9                             | 225       |
| ja    | Datei hochladen | 1928      | Haus Brummel · Wikidata                                                                                         | Plzeň, Husova 741/58, Tschechien Standort                                  | Anmerkung: mit Karel Lhota | P84(Architekt):Adolf Loos P131(Ort):Jižní Předměstí Region-ISO:CZ-32                 | 226       |
|       | Datei hochladen | 1928      | Wohnung Celia Frank                                                                                             | Wien                                                                       | zerstört | P84(Architekt): P131(Ort):                                                           | 229       |
| ja BW | Datei hochladen | 1929–1930 | Landhaus Khuner HERIS-ID: 34724 Objekt-ID: 33099                                                                | Kreuzberg 60, Payerbach, NÖ Standort                                       | Anmerkung: Das Gebäude am Semmering wird als Hotel bewirtschaftet | P84(Architekt): P131(Ort):Payerbach Region-ISO:AT-3                                  | 231       |
| ja    | Datei hochladen | 1929      | Gärtnerhaus Khuner                                                                                              | Kreuzberg 60, Payerbach, NÖ Standort                                       | | P84(Architekt): P131(Ort):                                                           | 232       |
|       | Datei hochladen | 1929      | Umbau der Villa Dr. Lumir Kapsa                                                                                 | Na Zátorce 6, Bubeneč, Prag Standort                                       | verändert Anmerkung: Adresse in der Quelle falsch | P84(Architekt): P131(Ort):                                                           | 233       |
|       | Datei hochladen | 1929–1930 | Geschäftsportal Fa. Albert Matzner                                                                              | Wien 1, Rotenturmstraße                                                    | zerstört Anmerkung: mit Heinrich Kulka, nicht erhalten | P84(Architekt): P131(Ort):                                                           | 234       |
|       | Datei hochladen | 1929      | Geschäft Doro Stein                                                                                             | Bad Gastein                                                                | zerstört | P84(Architekt): P131(Ort):                                                           | 235       |
| BW    | Datei hochladen | 1929      | Wohnung Dr. Josef Vogel                                                                                         | Plzeň, Klatovská třída 455/12 Standort                                     | | P84(Architekt): P131(Ort):                                                           | 238       |
| BW    | Datei hochladen | 1929      | Wohnung Leo Brummel                                                                                             | Plzeň, Klatovská třída 26/140 Standort                                     | | P84(Architekt): P131(Ort):                                                           | 239       |
|       | Datei hochladen | 1929      | Wohnung Willy Hirsch, Verandazimmer                                                                             | Plzeň, Palackého ul. 6                                                     | verändert | P84(Architekt): P131(Ort):                                                           | 240       |
| ja    | Datei hochladen | 1930      | Haus Müller · Wikidata                                                                                          | Nad Hradnim vodojemem 14, Prag, Tschechien Standort                        | → Hauptartikel : Villa Müller (Prag) f1 | P84(Architekt):Adolf Loos, Karel Lhota P131(Ort):Střešovice Region-ISO:CZ-10         | 241       |
| ja    | Datei hochladen | 1930–1932 | Einfamilien-Doppelhaus für Werkbundsiedlung Wiener Wohnen: 61                                                   | Wien 13, Woinovichgasse 13, 15, 17, 19 Standort                            | → Hauptartikel : Werkbundsiedlung_Wien f1 | P84(Architekt):Josef Frank P131(Ort):Wien Region-ISO:AT-9                            | 242       |
|       | Datei hochladen | 1930      | Umbau Sanatorium Esplanade                                                                                      | Karlsbad                                                                   | zerstört | P84(Architekt): P131(Ort):                                                           | 243       |
|       | Datei hochladen | 1930      | Wohnung Viktor von Bauer (Speisezimmer)                                                                         | Brünn, Vystaviště 1                                                        | zerstört | P84(Architekt): P131(Ort):                                                           | 248       |
|       | Datei hochladen | 1930      | Wohnzimmer Leopold Eisner                                                                                       | Plzeň, Šafaříkovy sady 62/9 Standort                                       | zerstört Anmerkung: | P84(Architekt): P131(Ort):                                                           | 249       |
| ja    | Datei hochladen | 1931–1932 | Villa Winternitz · Wikidata                                                                                     | Na Cihlářce 10, Smíchov, Prag, Tschechien Standort                         | Villa für Josef Winternitz | P84(Architekt):Adolf Loos, Karel Lhota P131(Ort):Smíchov Region-ISO:CZ-10            | 250       |
| ja    | Datei hochladen | 1931      | Arbeitersiedlung Babi Nahod                                                                                     | Babí Náchod, Tschechien Standort                                           | | P84(Architekt): P131(Ort):                                                           | 251       |
| ja    | Datei hochladen | 1940      | Haus Mitzi Schnabl HERIS-ID: 41518 Objekt-ID: 42013                                                             | Wien 22, Flachsweg, Mühlhäufel 27 Standort                                 | verändert 1931 entworfen, 1940 gebaut | P84(Architekt): P131(Ort):Donaustadt Region-ISO:AT-9                                 | 252       |
|       | Datei hochladen | 1931      | Einrichtung Haus Merkur                                                                                         | Masarykova 25/3, Mariánské Lázně Standort                                  | zerstört Anmerkung: mit Norbert Krieger | P84(Architekt): P131(Ort):                                                           | 258       |
| BW    | Datei hochladen | 1929–1930 | Wohnung Karel Weiner, Samuel Teichner                                                                           | Plzeň, náměstí Republiky 136/22 Standort                                   | Anmerkung: Das Werk wird heute Loos Schüler Heinrich Kulka zugeschrieben. | P84(Architekt): P131(Ort):                                                           | 265       |
| ja    | Datei hochladen | 1930–1931 | Wohnung Gertrude und Willy Kraus · Wikidata                                                                     | Plzeň, Bendova 1107/10 Standort                                            | | P84(Architekt):Adolf Loos P131(Ort):Jižní Předměstí Region-ISO:CZ-32                 | 266       |
| BW    | Datei hochladen | 1930      | Wohnzimmer Olga und Hugo Naschauer                                                                              | Plzeň, Husova 1518/20 Standort                                             | Anmerkung: | P84(Architekt): P131(Ort):                                                           | 267       |
|       | Datei hochladen | 1930      | Wohnung Helena und Hugo Semler                                                                                  | Plzeň, Klatovská třída 289/19 Standort                                     | verändert Anmerkung: teilweise erhalten | P84(Architekt): P131(Ort):                                                           | 268       |
|       | Datei hochladen | 1931      | Speisezimmer für die Internationale Raumausstellung                                                             | Köln                                                                       | zerstört | P84(Architekt): P131(Ort):                                                           | 269       |
| ja    | Datei hochladen | 1931      | Ehrengrab-Entwurf für Adolf Loos                                                                                | Wiener Zentralfriedhof, Gruppe 0, Reihe 1, Nr. 105 Standort                | | P84(Architekt): P131(Ort):                                                           | 273       |

### Projekte
| Abbildung | Baujahr | Beschreibung / Nutzung                                                                                                | Standort                  | Opel 1989 |
| --------- | ------- | --- | ------------------------- | --------- |
|           | 1896    | Landhaus | bei Brünn                 | 1         |
|           | 1897    | Stadtregulierungsplan                                                                                                 | Brünn                     | 2         |
|           | 1898    | Theater für 4.000 Menschen                                                                                            | Wien                      | 4         |
|           | 1898    | Entwurf für ein Grabmal                                                                                               |                           | 5         |
|           | 1899    | Elisabethkirche an der Donau (Kaiser-Franz-Josef-Jubiläums-Gedächtniskirche)                                          | Wien                      | 11        |
|           | 1900    | Zionistische Siedlung, Wien XIV, Hütteldorf-Hacking                                                                   | Wien                      | 22        |
|           | 1900    | Entwurf für ein Theater mit Tympanum                                                                                  |                           | 23        |
|           | 1904    | Geschäftshaus der Allgemeinen Verkehrsbank, Wien VII, Mariahilfer Straße 122                                          | Wien                      | 46        |
|           | 1905    | Villa Wilhelm Beer | Clarens bei Montreux      | 56        |
|           | 1905    | Theater für 4.000 Menschen (2. Entwurf)                                                                               | Wien                      | 57        |
|           | 1905    | Berghaus |                           | 65        |
|           | 1907    | Wettbewerbsentwurf für das Kriegsministerium, Wien I, Stubenring                                                      | Wien                      | 73        |
|           | 1909    | Verbauungsentwurf für den Karlsplatz, Wien I                                                                          | Wien                      | 85        |
|           | 1909    | Hotel auf dem Karlsplatz, Wien I, Friedrichstraße / Karlsplatz                                                        | Wien                      | 86        |
|           | 1909    | Sporthalle | Wien                      | 87        |
|           | 1909    | Wettbewerbsentwurf für das Technische Museum, Wien XV, Mariahilfer Straße 212                                         | Wien                      | 88        |
|           | 1909    | Terrassenwohnhausanlage mit Reiterstandbild                                                                           | Wien                      | 89        |
|           | 1909    | Atriumhaus mit Turm                                                                                                   | Wien                      | 90        |
|           | 1909    | Pediküresalon | Wien                      | 91        |
|           | 1910    | Warenhaus | Alexandria                | 96        |
|           | 1910    | Doppelhallenvilla |                           | 97        |
|           | 1911    | Schwarzwaldschule | Breitenstein am Semmering | 102       |
|           | 1912    | Stadtregulierungsplan für Wien                                                                                        | Wien                      | 109       |
|           | 1912    | Theater für 4.000 Menschen, Wien XV, Märzpark (3. Entwurf)                                                            | Wien                      | 110       |
|           | 1912    | Schwarzwaldschule, Wien I, Johannesgasse 3                                                                            | Wien                      | 111       |
|           | 1912    | Bauleitungshütte für die Schwarzwaldschule                                                                            | Breitenstein am Semmering | 112       |
|           | 1912    | Hotel | Semmering                 | 118       |
|           | 1914    | Zinshaus Fritz Reininghaus, Eggenbergerstraße                                                                         | Graz                      | 127       |
|           | 1915    | Einfamilienhaus mit Rundturm                                                                                          |                           | 133       |
|           | 1917    | Verbauung der Gartenbau-Gründe (mit Kaiserdenkmal)                                                                    |                           | 136       |
|           | 1917    | Stadtmuseum und Ehrenhalle, Wien I, Rathausplatz                                                                      | Wien                      | 137       |
|           | 1918    | Umbau Schloss Krasiczyn                                                                                               | Kraśiczyn                 | 141       |
|           | 1918    | Landhaus Leo Sapieho                                                                                                  | Polen                     | 142       |
|           | 1918    | Gartenstadt für Kinder                                                                                                |                           | 143       |
|           | 1918    | Terrassenvilla |                           | 144       |
|           | 1919    | Umbau der Nationalbank, Wien I, Freyung / Strauchgasse                                                                | Wien                      | 146       |
|           | 1919    | Haus Hermann Konstandt, Johannesgasse                                                                                 | Olmütz                    | 147       |
|           | 1919    | Einrichtung für Schloss Kunín                                                                                         | Suchdol                   | 148       |
|           | 1919    | Villa mit runden Erkern                                                                                               |                           | 149       |
|           | 1920    | Kleines Rundtheater                                                                                                   |                           | 152       |
|           | 1920    | Grabmal für Max Dvořák, Wien XI, Zentralfriedhof                                                                      | Wien                      | 153       |
|           | 1921    | Verbauungsplan Heuberg, Wien XVII                                                                                     | Wien                      | 160       |
|           | 1921    | Verbauungsplan Glanzing, Wien XIX                                                                                     | Wien                      | 161       |
|           | 1921    | Verbauungsplan Rosenhügel, Wien XIII                                                                                  | Wien                      | 163       |
|           | 1921    | Patent „Haus mit einer Mauer“                                                                                         |                           | 164       |
|           | 1921    | Siedlungshäuser | Wien                      | 165       |
|           | 1921    | Hotel Esplanade, Mihanoviceva ul. 1                                                                                   | Zagreb                    | 167       |
|           | 1921    | Theater für 4.000 Menschen, Wien XV, Märzpark (4. Entwurf)                                                            | Wien                      | 168       |
|           | 1921    | Palais Samuel Bronner, Wien III, Grimmelshausengasse                                                                  | Wien                      | 169       |
|           | 1921    | Entwurf für ein Palais                                                                                                | Wien                      | 170       |
|           | 1921    | Entwurf eines Doppelatriumhauses                                                                                      |                           | 171       |
|           | 1921    | Haus mit Verlagsbüro                                                                                                  |                           | 172       |
|           | 1922    | Verbauung der Modena-Gründe, Wien III                                                                                 | Wien                      | 179       |
|           | 1922    | Cicago Tribune Column, Wettbewerbsentwurf für den Chicago Tribune Tower                                               | Chicago                   | 180       |
|           | 1922    | Wohnhaus, Wien III, Modenapark                                                                                        | Wien                      | 181       |
|           | 1922    | Villa Stross, Wien XVIII, Spitzergasse 2                                                                              | Wien                      | 182       |
|           | 1922    | Umbau Haus Friedrich Steiner, Wien XIX, Chimanistraße 26                                                              | Wien                      | 183       |
|           | 1922    | Landhaus | Gastein                   | 184       |
|           | 1923    | Wohnhaus der Gemeinde Wien, Wien X, Staudiglgasse / Bürgergasse / Kennergasse                                         | Wien                      | 189       |
|           | 1923    | Gruppe von 20 Villen mit Dachgärten                                                                                   | Nizza                     | 190       |
|           | 1923    | Grandhotel Babylon, Promenade des Anglais (Hotel Negresco)                                                            | Nizza                     | 191       |
|           | 1923    | Rathaus für Mexiko-Stadt                                                                                              | Mexiko-Stadt              | 192       |
|           | 1923    | Haus für Alexander Moissi, Lido                                                                                       | Venedig                   | 193       |
|           | 1923    | Villa für Paul Verdier                                                                                                | Le Lavandou               | 194       |
|           | 1923    | Villa Simon, Wien XIX                                                                                                 | Wien                      | 195       |
|           | 1923    | Sporthotel, Paris XVI, Bois de Boulogne                                                                               | Paris                     | 196       |
|           | 1923    | Haus Burke (Berque?)                                                                                                  | Paris                     | 197       |
|           | 1923    | Atriumhaus (Arbeit der Loos-Schule?)                                                                                  |                           | 198       |
|           | 1924    | Hotel auf der Avenue des Champs-Élysées                                                                               | Paris                     | 202       |
|           | 1924    | Ausstellungsgebäude                                                                                                   | Paris ?                   | 203       |
|           | 1924    | Haus Helena Rubinstein, Paris VIII, Rue du Faubourg Saint-Honoré 92                                                   | Paris                     | 204       |
|           | 1924    | Villa Arpard Flesch                                                                                                   | Croissy-sur-Seine         | 205       |
|           | 1924    | Ausstellungspavillon                                                                                                  | Paris                     | 206       |
|           | 1924    | Stallungen für Fürst Sanguszko                                                                                        | Südfrankreich oder Polen  | 207       |
|           | 1924    | Ausstellungspavillon für die U.P.-Werke auf der Exposition internationale des Arts Décoratifs et industriels modernes | Paris                     | 208       |
|           | 1925    | Ausstellungspalais mit Theater und Hotel                                                                              | Tianjin                   | 212       |
|           | 1925    | Bürohaus, Paris II, Boulevard des Italiens & Rue Louis le Grand                                                       | Paris                     | 213       |
|           | 1925    | Haus Erwin Rosenberg, Paris XVIII, Avenue Junot / Rue Somin-Dereure                                                   | Paris                     | 214       |
|           | 1925    | Wohnung Adolf Loos, Paris VIII, Rue de la Boëtie 101                                                                  | Paris                     | 215       |
|           | 1925    | Rundbau (Museum) auf kreisförmigem Platz                                                                              |                           | 216       |
|           | 1925    | Wohnhaus mit Rundturm                                                                                                 | Paris ?                   | 217       |
|           | 1925    | Kultbau mit erhöhtem Mittelteil                                                                                       |                           | 218       |
|           | 1926    | Zweifamilienhaus | Paris                     | 220       |
|           | 1926    | Rundgarage, Paris VIII, Rue de Messine                                                                                | Paris                     | 221       |
|           | 1926    | Opernhaus für Arnold Schönberg                                                                                        | Paris                     | 222       |
|           | 1927    | Terrassenwohnhaus mit Atelier                                                                                         |                           | 224       |
|           | 1928    | Haus Josephine Baker, Paris XVI, Avenue Bugeaud                                                                       | Paris                     | 227       |
|           | 1928    | Geschäftshaus Zelenka, Wien I, Kärntner Straße 21                                                                     | Wien                      | 228       |
|           | 1928    | Zweifamiliendoppelhaus                                                                                                | Prag ?                    | 230       |
|           | 1929    | „Würfelhaus“ |                           | 236       |
|           | 1929    | Villa Hugo Bojko, Wien XIII, Neblingergasse                                                                           | Wien                      | 237       |
|           | 1930    | Automobilklub | Pilsen                    | 244       |
|           | 1930    | Einfamilienhaus für die Werkbundsiedlung (mit Kurt Unger)                                                             | Wien                      | 245       |
|           | 1930    | Einfamilienhaus „6m-Typ“                                                                                              |                           | 246       |
|           | 1930    | Warenhaus mit sieben Geschossen                                                                                       |                           | 247       |
|           | 1931    | Haus Heinrich Jordan (Dachvilla), Sedlaková ul. 27                                                                    | Brünn                     | 253       |
|           | 1931    | Miethaus mit Kleinwohnungen, Uhřiněvská ul. / Vinohradské nemocnici                                                   | Prag                      | 254       |
|           | 1931    | Einfamilien-Doppelhaus, Werkbundsiedlung (2. Entwurf)                                                                 | Wien                      | 255       |
|           | 1931    | Haus Eva Schanzer-Beck                                                                                                | Pilsen                    | 256       |
|           | 1931    | Einfamilienhaus (mit B. Kriegerbeck)                                                                                  |                           | 257       |
|           | 1931    | Villenkolonie | Prag-Barandov             | 259       |
|           | 1931    | Haus Dr. Josef Fleischner                                                                                             | Haifa                     | 260       |
|           | 1931    | Hotel-Hochhaus, Avenue du Littoral                                                                                    | Juan-les-Pines            | 261       |
|           | 1931    | Umbau der Villa Jellinek-Mercédès                                                                                     | Nizza                     | 262       |
|           | 1931    | Haus für Francis Wills                                                                                                | Cap-Ferrat                | 263       |
|           | 1931    | Haus für Lilian Harvey                                                                                                |                           | 264       |
|           | 1932    | Einfamilienhaus (Typ Haus Rufer)                                                                                      |                           | 274       |
|           | 1932    | Landhaus Doz. Dr. Klein (mit B. Kriegerbeck)                                                                          | Marienbad                 | 275       |
|           | 1932    | Haus Ing. Oskar Semler, Třida legiu                                                                                   | Pilsen                    | 276       |
|           | 1932    | Haus Ružena Jirátová, Na Zátorce (neben dem Haus Kaspa)                                                               | Prag-Bubenac              | 277       |
|           | 1932    | „Das letzte Haus“ | Prag ?                    | 278       |

## Möbel und Industriedesign

### Verwirklicht
| Opel 1989 | Jahr | Beschreibung                                                   | Ausführung                                     | Material                                                                          | Maße (H – B – T)                           | Abbildung | Standort               |
| --------- | ---- | -------------------------------------------------------------- | ---------------------------------------------- | --------------------------------------------------------------------------------- | ------------------------------------------ | --------- | ---------------------- |
| 7         | 1899 | Dreibeiniger ägyptischer Hocker (Nach Vorlage Liberty, London) |                                                | Kirschholz                                                                        | 36 × 36 × 35 cm                            |           |                        |
| 8         | 1899 | Armlehnsessel                                                  | Friedrich Otto Schmidt                         | Buchenholz, braun gebeizt und politiert, Messing-Fußmanschetten, roter Lederbezug | 78,8 × 56,5 × 47,5 cm                      |           |                        |
| 9         | 1899 | Bugholzsessel aus dem Café Museum                              | Josef Kohn                                     | Buchenholz gebogen, rot gebeizt und politiert, Sitz geflochten                    | 88,7 × 44 × 47,5 cm                        |           | diverse                |
| 10        | 1899 | Tisch aus dem Café Museum                                      | Josef Kohn                                     | Buchenholz gebogen, braun gebeizt und poliert, Messingbeschläge, Marmorplatte     | Höhe: 72,2 cm, Plattendurchmesser: 93,5 cm |           |                        |
| 15        | 1900 | Elefantenrüsseltisch                                           | Friedrich Otto Schmidt                         | Mahagoni mit Messingmontierung                                                    | Höhe: 70 cm, Plattendurchmesser: 95 cm     |           | diverse                |
| 16        | 1900 | Speisezimmer                                                   | Friedrich Otto Schmidt                         | Eiche, dunkel gebeizt, Glas vernickeltes Messing                                  |                                            |           | Badisches Landesmuseum |
| 17        | 1900 | Chippendale-Sessel (nach Vorlage von Thomas Chippendale)       |                                                | Mahagoni                                                                          | Höhe: 45 cm                                |           |                        |
| 18        | 1900 | Vitrine                                                        | unbekannt                                      | Messing, Glas                                                                     | 70 × 48 × 48 cm                            |           |                        |
| 19        | 1900 | Tischlampe                                                     | unbekannt                                      | Kupfer, Messing, Glasstäbe                                                        | Höhe: 46 cm, Durchmesser: 30 cm            |           |                        |
| 30        | 1903 | Vierbeiniger Hocker                                            | Friedrich Otto Schmidt                         | Eichenholz, braun gebeizt und poliert, Sitz aus Rehleder                          | 42 × 36 × 63 cm                            |           |                        |
| 41        | 1904 | Damenschreibtisch                                              | Friedrich Otto Schmidt                         | Weichholz, weiß gestrichen                                                        | 106 × 113 × 68 cm                          |           |                        |
| 42        | 1904 | Tischuhr                                                       | Johann Heeg                                    | Tombak, Glas                                                                      | 54 × 42 × 25 cm                            |           |                        |
| 72        | 1907 | Lampe                                                          | unbekannt                                      | Messing, Glas                                                                     | Höhe: 60 cm, Durchmesser: 25 cm            |           |                        |
| 105       | 1912 | Tisch aus der Wohnung Rosenfeld                                | unbekannt                                      | Eiche, Messing                                                                    | Höhe: 78 cm, Durchmesser: 140,5 cm         |           |                        |
| 114       | 1913 | Sessel aus dem Café Capua                                      | Thonet Nr. 519 Thonet Nr. 1519 Thonet Nr. 2519 | Buche, Eiche                                                                      | Höhe: 45 cm                                | Nr. 519   |                        |
| 270       | 1931 | Glasservice für die Firma Lobmeyr                              | J. & L. Lobmeyr                                | Glas                                                                              |                                            |           | diverse                |

### Projekte
| Opel 1989 | Jahr | Beschreibung                          | Ausführung (geplant)      | Abbildung |
| --------- | ---- | ------------------------------------- | ------------------------- | --------- |
| 199       | 1923 | Autokarosserie-Entwürfe für Lancia    | Lancia Automobiles S.p.A. |           |
| 271       | 1931 | „Lichterketten“ für die Firma Lobmeyr | J. & L. Lobmeyr           |           |
| 272       | 1931 | Glasservice                           | unbekannt                 |           |